# کارتن تاشو

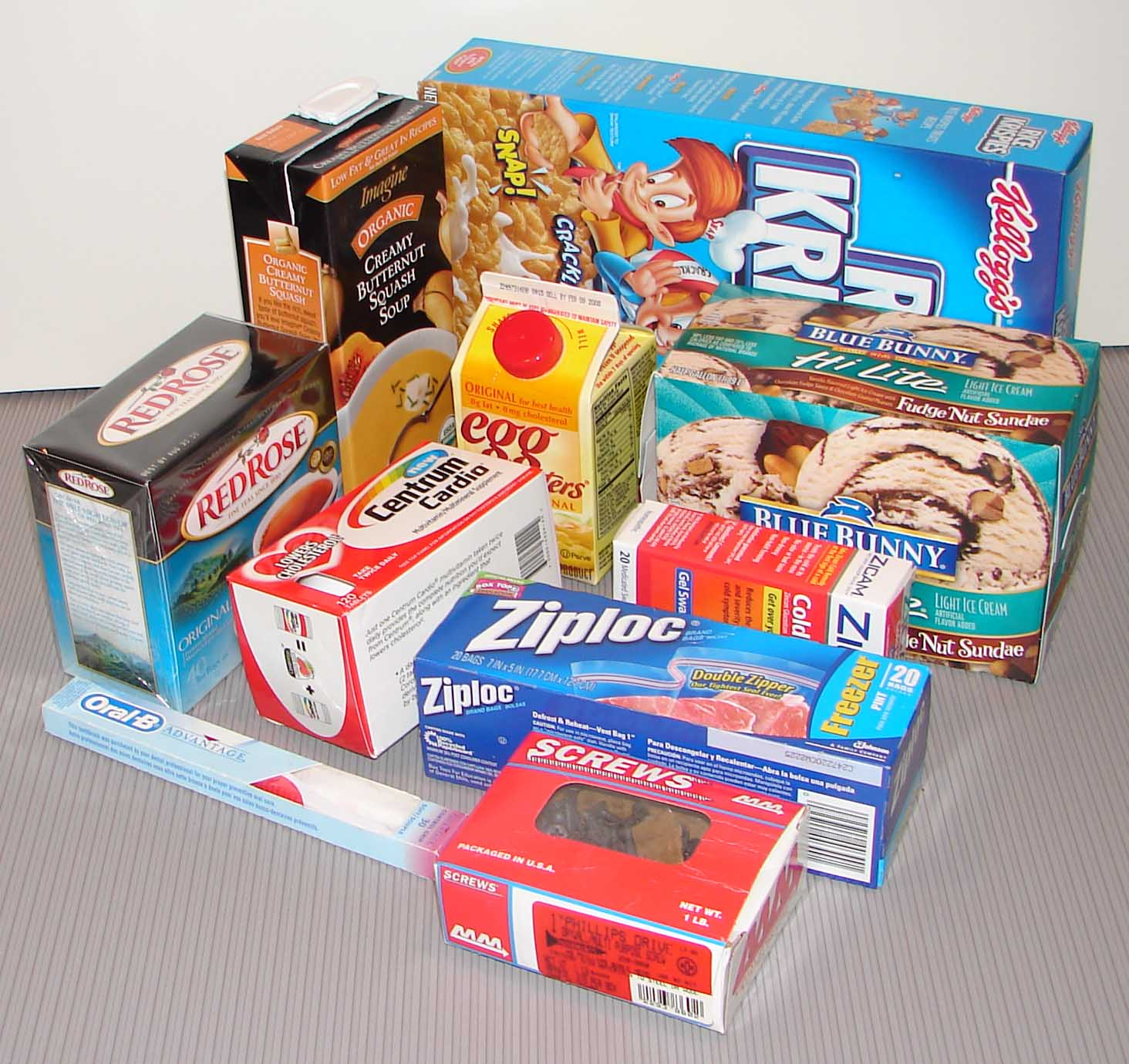
انواع کارتن

صنعت بسته‌بندی کارتن تاشو را به شکلی که امروزه شناخته می‌شود، از اواخر قرن نوزدهم ایجاد کرد. این فرایند شامل کارتن تاشو ساخته شده از مقوا است که چاپ، لمینت، برش، سپس تا و چسب زده می‌شود. کارتن‌ها به صورت صاف به یک بسته‌بندی‌کننده ارسال می‌شوند، که ماشین‌آلات مخصوص به خود را دارد تا کارتن را به شکل نهایی خود به عنوان ظرفی برای یک محصول تا کند. برخی از سبک‌های کارتن تاشو را می‌توان از تخته فیبر موجدار E-flute یا میکرو-فلوت ساخت.

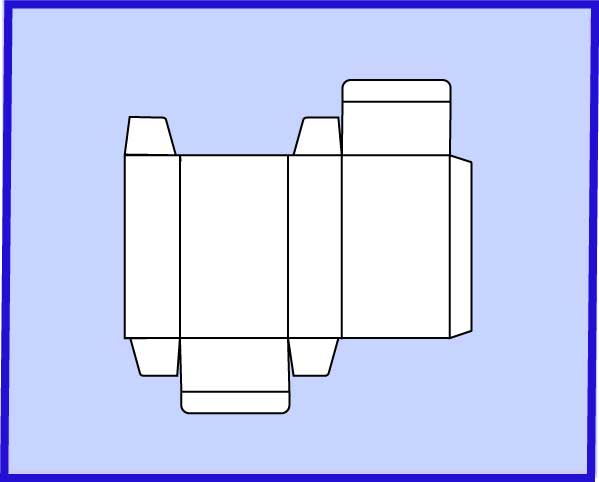
نمونه‌ای از جعبه خالی برای کارتن تاشو

صنعت کارتن تاشو در تجارت جهانی جایگاه مهمی ندارد، اگرچه ایالات متحده مقادیر قابل توجهی از غذاهای کنسروی و سایر محصولات را در کارتن‌های تاشو صادر می‌کند. حجم صادرات کارتن‌های تاشو که به صورت تخت حمل می‌شوند نسبتاً کم است و کمتر از ۰٫۵ درصد از تولید ایالات متحده را تشکیل می‌دهد.

## اختراع و توسعه
در دهه ۱۸۴۰، کارتن‌ها با دست ساخته می‌شدند و با پونز و نخ به هم متصل می‌شدند و فقط برای اقلام گران‌قیمت (مانند جواهرات) استفاده می‌شدند. اگرچه برخی چارلز هنری فویل را به عنوان «مخترع» کارتن کاغذی توصیف می‌کنند، تولید انبوه کارتن‌ها، تا حدودی به‌طور تصادفی، در شرکت رابرت گیر در بروکلین، نیویورک رواج پیدا کرد. در سال ۱۸۹۷، شرکت ملی بیسکویت (نابیسکو) اولین شرکت بزرگی بود که کارتن‌های جدید را برای بیسکویت‌های اونیدا به کار گرفت.